# Kanton La Fresnaye-sur-Chédouet
Der Kanton La Fresnaye-sur-Chédouet war von 1790 bis 2015 ein französischer Wahlkreis im Arrondissement Mamers, im Département Sarthe und in der Region Pays de la Loire; sein Hauptort war Villeneuve-en-Perseigne.

## Geografie
Der Kanton La Fresnaye-sur-Chédouet lag im Mittel 181 Meter über Normalnull, zwischen 121 Meter in Neufchâtel-en-Saosnois und 339 Meter in Louzes.
Der Kanton lag im äußersten Norden des Départements Sarthe an der Grenze zum Département Orne. Er grenzte im Norden und Osten an dieses Département, im Süden an den Kanton Mamers und im Westen an den Kanton Saint-Paterne.

## Gemeinden
Der Kanton La Fresnaye-sur-Chédouet bestand aus sieben Gemeinden:
| Gemeinde                | Einwohner Jahr | Fläche km² | Bevölkerungsdichte | Code INSEE | Postleitzahl |
| ----------------------- | -------------- | ---------- | ------------------ | ---------- | ------------ |
| Aillières-Beauvoir      | 214 (2013)     | 15,07      | 14 Einw./km²       | 72002      | 72600        |
| Les Aulneaux            | 114 (2013)     | 8,17       | 14 Einw./km²       | 72015      | 72600        |
| Blèves                  | 97 (2013)      | 2,04       | 48 Einw./km²       | 72037      | 72600        |
| Chenay                  | 216 (2013)     | 2,16       | 100 Einw./km²      | 72076      | 72610        |
| Villeneuve-en-Perseigne | 2.251 (2013)   | 31,41      | 72 Einw./km²       | 72137      | 72600        |
| Louzes                  | 98 (2013)      | 8,24       | 12 Einw./km²       | 72171      | 72600        |
| Neufchâtel-en-Saosnois  | 1.004 (2013)   | 23,41      | 43 Einw./km²       | 72215      | 72600        |

## Bevölkerungsentwicklung
| 1962 | 1968 | 1975 | 1982 | 1990 | 1999 | 2006 |
| ---- | ---- | ---- | ---- | ---- | ---- | ---- |
| 3526 | 3273 | 3111 | 3238 | 3399 | 3522 | 3761 |

## Ehemalige Gemeinden
Im Kanton La Fresnaye-sur-Chédouet lagen folgende, heute nicht mehr existierende Gemeinden:
- Saint-Paul-sur-Sarthe wurde 1863 nach La Fresnaye (La Fresnaye-sur-Chédouet ab 1894) eingegliedert.
- Beauvoir wurde 1964 nach Aillières eingegliedert. Die neue Gemeinde bekam den Namen Aillières-Beauvoir.
- Chassé, La Fresnaye-sur-Chédouet, Lignières-la-Carelle, Montigny, Roullée und Saint-Rigomer-des-Bois wurden am 1. Januar 2015 zur neuen Gemeinde Villeneuve-en-Perseigne zusammengeschlossen.